# Włodzimierz Milcarz
Włodzimierz Jerzy Milcarz (ur. 29 marca 1938, zm. 16 stycznia 2023) – polski działacz samorządowy i inżynier hutnik, w latach 1981–1990 prezydent Ostrowca Świętokrzyskiego.

## Życiorys
Z wykształcenia inżynier, specjalizował się w zakresie hutnictwa. Pracował w Hucie Ostrowiec jako kierownik Wydziału Konstrukcji Stalowych w ramach tzw. Starej Huty. Następnie do 1981 pełnił funkcję głównego technologa w ramach Nowej Huty. W 1981 objął stanowisko ostatniego komunistycznego prezydenta miasta, które zajmował aż do 1990. W III RP zajmował stanowiska kierownicze w przedsiębiorstwach z branży oświetleniowej.
W 2013 otrzymał Srebrną Odznakę Honorową Stowarzyszenia Inżynierów i Techników Przemysłu. 19 stycznia 2023 pochowany na cmentarzu komunalnym w Ostrowcu Świętokrzyskim.